# アドルフ・プルート
アドルフ・プルート（Adolph Pruitt、1940年4月22日 - ）は、アメリカ合衆国の元プロボクサー。1960年代から1970年代前半の中量級で活躍した強豪で、最高位は世界ジュニアウェルター級1位。

## 来歴
1961年12月19日、プロデビュー。デビュー戦は判定負けであった。
黒星からのスタートであったが、その後は強打者として腕を鳴らし、ホセ・ナポレス、アーニー・ロペス、エディ・パーキンスら強豪と拳を交えて力を蓄えていった。
1968年12月14日、フィリピン・マニラで空位となったWBC王座をペドロ・アディグと争い、試合を優勢に進めたが僅差の15回判定負け。2か月後の1969年2月18日、ノンタイトル戦でアティグと再戦し、5回KO勝ち。
1970年5月16日、アルゼンチン・ブエノスアイレスでニコリノ・ローチェのWBA王座に挑んだが、またもや僅差の15回判定負け。
1970年7月25日、日本で龍反町と対戦。2回に龍から3度のダウンを奪ってKO勝ち。
1971年3月16日、ハワイでライオン古山と対戦し、大差の10回判定勝ち。
1972年6月10日、一階級上のホセ・ナポレスに挑んだが、ウェルター屈指の名王者ナポレスの前に歯が立たず2回TKO負け。同年引退。
引退してからは、トレーナーに転身し、後進の指導に当たっている。